# Partula calypso
Partula calypso és una espècie de gastròpode eupulmonat terrestre de la família Partulidae. És terrestre. És un endemisme de Palau.